# Datarock
Datarock — норвежская группа, исполняющая композиции в стиле нью-рейв.

## История
Фредрик Сароеа, Кетиль Моснес и Кевин О’Брайен основали Datarock в 2000 году. Идея создания группы возникла у музыкантов на фестивале в норвежском городе Бергене. Вскоре к ним присоединился Том Меланд, а О’Брайен вышел из состава коллектива. Впоследствии Меланд тоже покинул группу. В настоящее время в состав группы входят Фредрик Сароеа, Кетиль Моснес, Эйвинд Солхейм и Стиг Нарве Брюнстад.
Название Datarock происходит от норвежского datamaskin («компьютер») и слова rock, что означает рок-музыку, созданную на компьютере.
В 2002 году оставшиеся мультиинструменталисты Сароеа и Моснес записали ряд песен и распространили свои композиции в десяти странах на четырёхстах трёхдюймовых CD в собственноручно расписанных обложках. Затем последовали 3 EP и дебютный альбом Datarock, записанный на собственном лейбле Young Aspiring Professionals.
В последующие годы музыканты давали концерты по всему миру, выступив в том числе перед 15-тысячной аудиторией на фестивале The Good Vibrations Festival в Сиднее и перед 10-тысячной аудиторией на Meredith Music Festival вблизи Мельбурна.
B 2007-м году Datarock стали участниками программ фестивалей Stereoleto в Санкт-Петербурге и Hurricane Festival в Германии, а в 2008-м — калифорнийского фестиваля Coachella.
В 2005-м году сингл группы «Computer Camp Love» финишировал на 12 месте в итоговом чарте слушателей австралийской молодёжной радиостанции Triple J. Согласно американскому журналу Rolling Stone, этот же трек оказался на 88 месте в списке 100 лучших песен 2007 года.

## Стиль

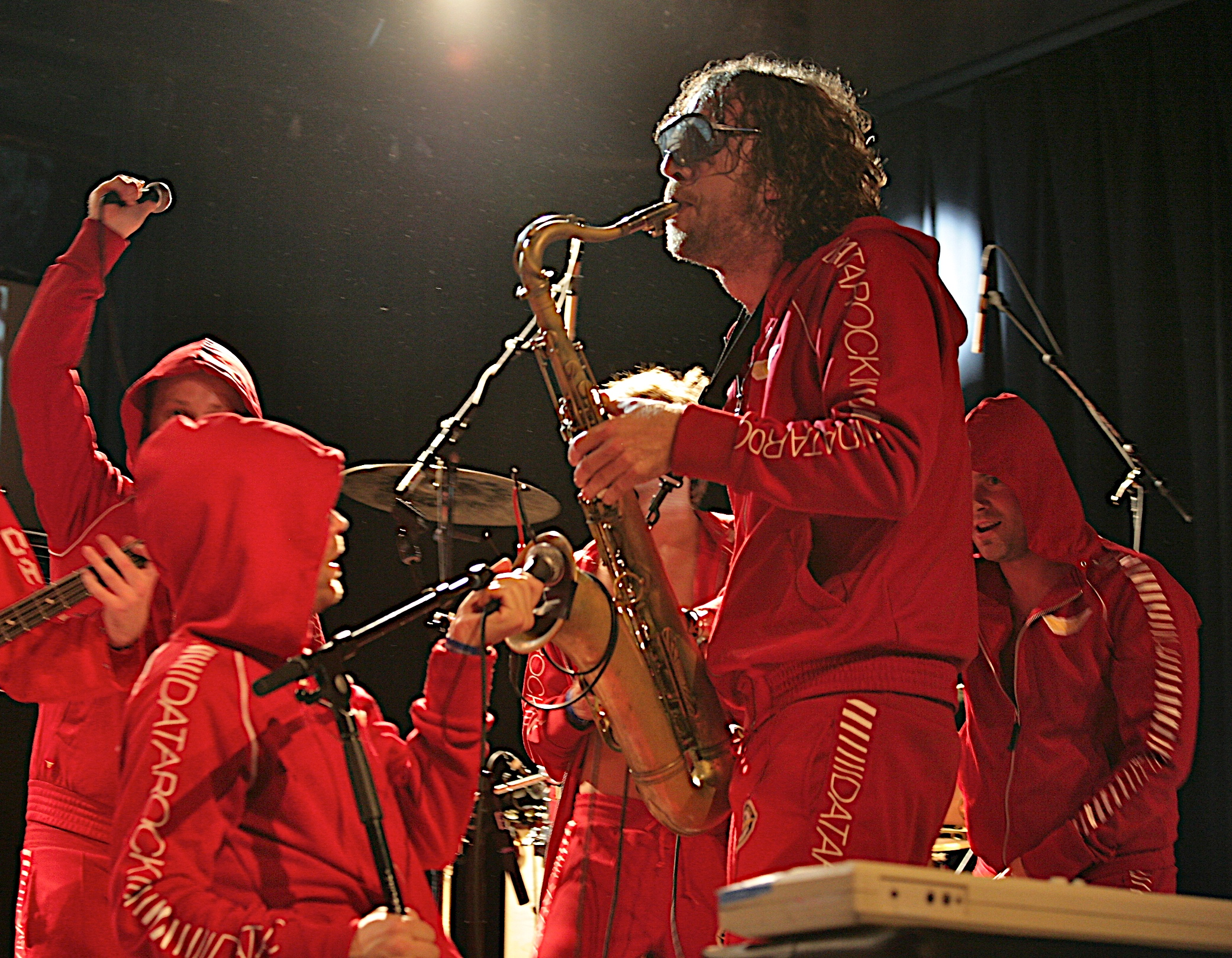
Datarock

Datarock объединяют в своем саунде мелодии с фанковым фоновым ритмом, элементы электронной музыки, диско и панк-рока. Это дало повод английской музыкальной критике ассоциировать их музыку с понятием «Нью-рейв», введённым в моду журналом New Musical Express, и сравнивать их с другими представителями этого жанра, такими как Klaxons или Shitdisco.
Datarock описывают свой саунд как «a mixture of musical styles like». Это находит отражение в их приверженности к развлекательной культуре конца 70-х — начала 80-х годов и протагонистам этого времени, ставшего по словам Saroea «пиком культурной революции». В список исполнителей, оказавших влияние на музыку Datarock, входят такие группы, как Devo, Talking Heads и The Happy Mondays. Очевидное сходство с американской нью-вейв-группой Devo, которую музыканты называют в шутку своими «биологическими родителями», проявляется не только в музыкальном отношении, но и в тяге к костюмированным выступлениям.
Неизменные атрибуты музыкантов в виде красных спортивных костюмов, тёмных очков, сопровождение танцующего полупрофессионального мужского хора, одетого в том же стиле, делают эти выступления яркими и узнаваемыми. В 2018 году они сменили красные костюмы на полностью черные.

## Дискография

### Альбомы
- Datarock (англ.) — 2005
- See What I Care — 2007 (EP)
- Red (англ.) — 2009
- Catcher In The Rye — 2011 (EP)
- California — 2011 (EP)
- The Musical — 2015
- Face the Brutality — 2018